# 루카 비탄테
루카 비탄테(이탈리아어: Luca Bittante, 1993년 8월 14일 ~ )는 이탈리아의 축구 선수이다.